# Eurotrance
Genres associés
Dream trance, trance progressive, uplifting trance, trance vocale
L'eurotrance est un genre de musique électronique mêlant des éléments de trance et eurodance.

## Histoire
L'eurotrance émerge en Europe, où l'Allemagne, les Pays-Bas, la Belgique, le Royaume-Uni et la Suède sont les principaux pays producteurs. À la fin des années 1990, tous les styles de trance qui ont émergé au cours de ces années étaient considérés comme de l'eurotrance : dream trance, trance progressive, uplifting trance et trance vocale. Quelques artistes représentatifs de l'eurotrance sont : Sash!, Jam and Spoon, 2 Fabiola, Alice Deejay, Milk Inc., Sylver, Santamaria, 4 Strings, DJ Encore feat. Engelina, Novaspace, DJ Sammy,  Barcode Brothers, Lasgo, Ian Van Dahl, Darude, DJ's at Work. Dans les années 2020, le genre compte notamment Trance Wax et Sonikku. En 2024, des programmations comme l'Eurotrance Ravey diffusent ce genre musical.
Durant son émergence vers 2003, le genre apparenté hands up tente d'attirer les auditeurs d'eurotrance au milieu des années 2000. Historiquement, pour Kenneth John Taylor, créateur du site référentiel Ishkur's Guide to Electronic Music, « les producteurs d'eurotrance ont refusé de prendre des risques, d'innover, de produire, de réussir ou d'exceller dans la musique. Ils sont devenus paresseux et complaisants. Après tout, il était bien plus facile de reproduire le même morceau chaque week-end avec le même modèle. Ils ont produit de la pulp trance, de la mctrance fabriquée à la chaîne, de la merde commerciale générique et dérivée destinée à la consommation de masse » avant de conclure ce qui suit : « L'eurotrance est à la musique électronique ce que Thomas Kinkade est à l'art. »

## Caractéristiques
L'eurotrance est un sous-genre de la trance ayant émergé de la fusion de la trance progressive et de l'eurodance, qui est populaire depuis la fin des années 1990. Elle se caractérise généralement par une vitesse d'environ 140-145 BPM, des voix féminines, une ligne de basse percutante, de nombreux breaks et de grands cut-ups euphoriques. Ces éléments, ainsi que sa sonorité commerciale, son contenu lyrique clairsemé et des éléments empruntés au happy hardcore, rendent l'eurotrance moins sophistiquée et complexe que d'autres sous-genres de trance.
Ce style est étroitement lié à l'uplifting trance et est souvent confondu avec la trance vocale, car il utilise également des voix féminines dans ses morceaux. Toutefois, l'eurotrance se caractérise par des paroles plus enthousiastes et des mélodies plus énergiques. C'est pratiquement la fusion de l'eurodance des années 1990 avec la trance classique qui a donné naissance à l'eurotrance, d'où son nom. 

## Genres associés
- Dream trance : la dream trance est une variante du style musical « dream » ou « dream dance », qui comme dream house a des influences et des rythmes de la house music, la « dream trance » a des influences et des rythmes de trance, et apparaît entre 1996 et 1997. C'est un style musical proche de l'eurodance et de l'eurotrance dans lequel les mélodies et les arrangements au piano sont généralement utilisés, c'est une musique de danse moins euphorique, elle est plus appropriée pour faire « danser » l'esprit[7].

- Trance progressive : la trance progressive (130 BPM+) est un style que beaucoup appellent simplement progressif. Certains artistes qui ont ce style sont : ATB, Alice Deejay, Cascada, Sash!, Tiësto, Ferry Corsten, Mike Dierickx, Paul van Dyk, Markus Schulz, Cressida, Deepsky, Manny Ward, et Lost Tribe. La trance progressive mêle également d'autres styles musicaux tels que l'epic trance ou la trance aquasonique. Les artistes underground sont notamment Above and Beyond et Armin van Buuren[7].

- Trance vocale : la trance vocale est une trance progressive à laquelle on ajoute des voix. Il est dominé par des productions allemandes, néerlandaises, belges, suédoises ou britanniques diffusées dans toute l'Europe grâce aux chaînes musicales par câble telles que VIVA, TMF, Onyx.tv et MTV2 Pop. Parmi les artistes de trance vocale, citons notamment : 4 Strings, Flip and Fill et Jessy de Smet[7].

- Uplifting trance : l'uplifting trance est synonyme d'epic trance, anthem trance, trance émotionnelle ou trance euphorique, et est le terme utilisé pour décrire un vaste sous-genre de la trance. Le nom est apparu dans le sillage de la trance progressive en 1997. Le genre, originaire d'Allemagne, est très populaire dans le domaine de la trance et constitue l'une des formes dominantes de l'electronic dance music dans le monde. Voici quelques exemples d'artistes qui cultivent ce style : Andy Blueman, Aly and Fila, Sean Tyas, Soundlift, Arctic Moon, Philippe El Sisi, Ronny K, Ferry Corsten, Armin Van Buuren Above and Beyond et Tiësto[7].